# Макдермитт, Джош
Джош Макдермитт (англ. Josh McDermitt) — американский актёр кино и телевидения и комик. Он наиболее известен по роли Юджина Портера в сериале AMC «Ходячие мертвецы». В 2006 году Макдермитт принял участие в шоу «Комик-одиночка». У Макдермитта была главная роль в ситкоме «В 35 — на пенсию» (2011—2012), где он играл Брэндона. Шоу было закрыто после двух сезонов.

## Ранняя жизнь
Макдермитт живёт в Лос-Анджелесе, Калифорния, где он является членом импровизационной комедийной группы Robert Downey Jr Jr.

## Карьера
Макдермитт начал свою карьеру в сфере развлечений, позвонив на местное радиошоу в Финиксе, «Tim & Willy», в молодом возрасте. Часто звоня на шоу, имитируя разные голоса, Макдермитту удавалось развлекать слушателей «Tim & Willy». Вскоре после этого он начал работать с ними в качестве продюсера, следуя за ними на радиостанции KNIX и KMLE.
Макдермитт был полуфиналистом в четвёртом сезоне «Комика-одиночки». Он исполнил роль Ларри в телефильме 2009 года «Реабилитация для отказников». Затем Макдермитт снялся в ситкоме TV Land «В 35 — на пенсию», где он играл Брэндона. Шоу транслировалось в течение двух сезонов с 2011 по 2012 гг., прежде чем его отменили.
В октябре 2013 года продюсеры телешоу объявили, что Макдермитта взяли на роль Юджина Портера, персонажа из серии комиксов «Ходячие мертвецы», и он появился в этой роли в четвёртом сезоне одноимённого сериала. Он вернулся в качестве члена основного актёрского состава в пятом сезоне сериала.

## Фильмография
| Год       | Название                    | Ориг. название      | Роль                       | Примечания |
| --------- | --------------------------- | ------------------- | -------------------------- | --- |
| 2006      | Комик-одиночка              | Last Comic Standing | в роли самого себя         | |
| 2009      | Реабилитация для отказников | Rehab for Rejects   | Ларри                      | телефильм |
| 2009      | Мэдисон Холл                | Madison Hall        | Дерек Райтмен              | |
| 2011–2012 | В 35 — на пенсию            | Retired at 35       | Брэндон                    | Основной состав |
| 2012      | Сделай это                  | Work It             | менеджер/ведущий викторины | 2 эпизода |
| 2013      | Третье колесо               | The Third Wheel     | Марк                       | короткометражка |
| 2014-2022 | Ходячие мертвецы            | The Walking Dead    | Юджин Портер               | 47 эпизодов Второстепенный состав (4 сезон) Также в главных ролях (5–6 сезоны) Основной состав (7 сезон–наст. время) |
| 2014      | Безумцы                     | Mad Men             | Джордж Пэйтон              | 2 эпизода |
| 2015      | Жизнь в цвете               | Life in Color       | Гомер                      | |
| 2016      | Адская кухня                | Hell's Kitchen      | в роли самого себя         | Эпизод: «Spoon Fed»                                                                                                  |
| 2016      | Средний человек             | Middle Man          | Т-Бёрд                     | |
| 2017      | Твин Пикс                   | Twin Peaks          | покровитель казино         | 1 эпизод |